# Gösta Neuwirth
Pour les articles homonymes, voir Neuwirth.
Gösta Neuwirth est un compositeur et musicologue autrichien, né le 6 janvier 1937 à Vienne.  

## Biographie
Neuwirth fait partie d'une famille de musiciens. Son frère, Harald Neuwirth, né en 1939, est pianiste et compositeur de musiques de films. Sa nièce, Olga Neuwirth, née en 1968 à Graz, est compositrice. 
Il a étudié la composition avec le compositeur Karl Schiske à l'Université de Vienne, ainsi que la musicologie et le théâtre. Après une brève carrière de journaliste dans un quotidien de Graz, il poursuit ses études à l'Université libre de Berlin avec le musicologue Adam Adrio. Son sujet de thèse est L'harmonie dans l'opéra "Der ferne Klang" de Franz Schreker. Il reçoit son doctorat en 1968.
De 1968 à 1970, Neuwirth travaille dans les archives de Felix Mendelssohn, à la Fondation de l'héritage culturel prussien, et ensuite, de 1970 à 1972, sur l'édition complète des œuvres d'Arnold Schoenberg. De 1973 à 1982, Neuwirth dirige le studio électronique de l'université de musique de Graz et donne des conférences sur l'histoire de la musique à l'université et à l'académie de musique.
De 1982 à 2000, il est professeur d'histoire de la théorie musicale à la Hochschule der Künste Berlin. Depuis 2009, il est professeur honoraire à l'Université de Fribourg-en-Brisgau.
De nombreux compositeurs renommés, dont Bernhard Lang, Peter Ablinger, Georg Friedrich Haas, Arnulf Herrmann, Isabel Mundry, Hanspeter Kyburz, Orm Finnendahl, Enno Poppe et Oliver Korte, ont été parmi ses étudiants. Pour son 70e anniversaire, le festival Styriarte 2007 a rendu hommage à ses œuvres et à celles de Franz Schreker. 
À l'occasion de son 80e anniversaire, la Société des mélomanes de Donaueschingen a donné en concert des œuvres de Neuwirth, de son professeur Karl Schiske et de ses élèves Peter Ablinger et Martin Kapeller. À la même période, une nouvelle version de sa composition pour piano Piss-Pott (Pot of Pieces) est sortie.

## Compositions musicales
- Requiem, 1956.
- Hommage à Gustav Mahler, 1966.
- Der Garten der Pfade, die sich verzweigen, 1975.
- Streichquartett, 1976.
- Pisspott (Pot of Pieces), 1973–1981, réédition en 2017.
- Eine wahre Geschichte, 1981.
- Six chants sur des textes de Maurice Maeterlinck, 1995.

## Publications
- Franz Schreker, Vienne, 1959.
- Parsifal et l'Art Nouveau musical, in: Richard Wagner, travaux et effets, par Carl Dahlhaus, Ratisbonne, 1971.
- L'harmonie dans l'opéra "Der ferne Klang" de Franz Schreker, Ratisbonne, 1972.
- Arnold Schönberg, d'un jour à l'autre, textes et croquis, Mayence, 1972, avec Tadeusz Okuljar, Mayence, 1974.
- "Six chansons pour une voix moyenne", d'Alexander Zemlinsky, d'après des textes de Maurice Maeterlinck, Vienne, 1976.
- "Cinq chansons pour une voix profonde", de Franz Schreker, une comparaison, in: Alexander Zemlinsky, tradition à proximité de l'école viennoise, Vienne, 1976.
- Wozzeck, disposition de forme et matériel musical, in: Les 50 ans de Wozzeck, d'Alban Berg, préhistoire et effets dans l'esthétique de l'opéra, Vienne, 1978.
- Renaissance d'Alexandre Scriabine, in: Magazine musical autrichien, 1978.
- Le dernier Schreker et une de ses chansons, in: Franz Schreker, au début de la nouvelle musique, Vienne, 1978.
- Les chants de Schönberg, les esquisses du 14e chant, in: Rapport sur le congrès de la Société internationale Schönberg, Vienne, 1974, avec Rudolf Stephan, Vienne, 1978.
- Symbole et forme, in: Johann Joseph Fux, litanies et vêpres, Cassel, 1979.
- La musique en 1900, in: L'Art nouveau et la musique, par Jürg Stenzl, Zurich, 1980.
- Pour Ernst Krenek, le 23 août 1980, in: Magazine musical autrichien, 1980, réédition in: Ernst Krenek, Munich, 1984.
- Préface, in: Franz Schreker, symphonie de chambre en une phrase, Vienne, 1981.
- Thèmes et structures temporelles dans les concerts de chambre d'Alban Berg, in: Symposium Alban Berg, Vienne, 1980, 1981.
- Narration des nombres, in: Josquin des Prés, Munich, 1982.
- Remarques sur quelques œuvres ultérieures d'Ernst Krenek, in: Ernst Krenek, Vienne, 1982, réédition in: Ernst Krenek, Munich, 1984.
- Les douze tons, la musique dans l'étrangeté et l'isolement, in: La grande Autriche, la vie spirituelle et sociale, de 1880 à nos jours, par Kristian Sotriffer, Vienne, 1982.
- La recherche de l'irréalité finale, in: Anton Webern, Munich, 1983.
- Discours, folie et esprit de Webern, avec une responsabilité limitée, in: Magazine musical autrichien, 1983, réédition in: Anton Webern, Munich, 1984.
- L'histoire de la 4e symphonie, in: Interprétation de Gustav Mahler, aspects de ses travaux, par Rudolf Stephan, Mayence, 1985.
- Les scènes Erda, in: Tristan et Iseut, de Richard Wagner, Munich, 1987.
- Les pères sont mortels, in: Contributions à la musicologie, 1990.
- Kehraus, la belle illusion , in:  1913, départ dans notre monde, essais sur l'art, la musique, la littérature et l'architecture, Vienne, 1993.
- Suite, in: Sons, couleurs, formes, sur la musique et les arts visuels, par Elisabeth Schmierer, Laaber, 1995.

## Prix
- Prix de la ville de Vienne (1995)
- Prix de composition (2008)
- Prix de la ville de Graz
- Prix Hugo Wolf
- Prix de composition
- Prix Johann Joseph Fux
- Prix Maria Ensle